# Africtis
Africtis — вимерлий рід хижоморфних, що мешкав у Лівії під час рупелія. Це монотипний рід, який містить один вид Africtis sirtensis.